# WFDC1
WFDC1 (англ. WAP four-disulfide core domain 1) – білок, який кодується однойменним геном, розташованим у людей на короткому плечі 16-ї хромосоми. Довжина поліпептидного ланцюга білка становить 220 амінокислот, а молекулярна маса — 23 977.
| 10         |  | 20         |  | 30         |  | 40         |  | 50         |
| ---------- |  | ---------- |  | ---------- |  | ---------- |  | ---------- |
| MPLTGVGPGS |  | CRRQIIRALC |  | LLLLLLHAGS |  | AKNIWKRALP |  | ARLAEKSRAE |
| EAGAPGGPRQ |  | PRADRCPPPP |  | RTLPPGACQA |  | ARCQADSECP |  | RHRRCCYNGC |
| AYACLEAVPP |  | PPVLDWLVQP |  | KPRWLGGNGW |  | LLDGPEEVLQ |  | AEACSTTEDG |
| AEPLLCPSGY |  | ECHILSPGDV |  | AEGIPNRGQC |  | VKQRRQADGR |  | ILRHKLYKEY |
| PEGDSKNVAE |  | PGRGQQKHFQ |  |            |  |            |  |            |

A: Аланін

C: Цистеїн

D: Аспарагінова кислота

E: Глутамінова кислота

F: Фенілаланін

G: Гліцин

H: Гістидин

I: Ізолейцин

K: Лізин

L: Лейцин

M: Метіонін

N: Аспарагін

P: Пролін

Q: Глутамін

R: Аргінін

S: Серин

T: Треонін

V: Валін

W: Триптофан

Кодований геном білок за функціями належить до інгібіторів протеаз, інгібіторів серинових протеаз. 
Секретований назовні.